# Чемпионат мира по фехтованию 1986
Чемпионат мира по фехтованию в 1986 году проходил с 25 июля по 4 августа в Софии (Болгария). Среди мужчин соревнования проходили в личном и командном зачёте по фехтованию на саблях, рапирах и шпагах, среди женщин — только первенство на рапирах в личном и командном зачёте.

## Общий медальный зачёт
| Место | Страна   | Золото | Серебро | Бронза | Всего |
| ----- | -------- | ------ | ------- | ------ | ----- |
| 1     | СССР     | 3      | 1       | 1      | 5     |
| 2     | ФРГ      | 2      | 2       | 1      | 5     |
| 3     | Италия   | 2      | 1       | 2      | 5     |
| 4     | Франция  | 1      | 0       | 2      | 3     |
| 5     | Венгрия  | 0      | 1       | 0      | 1     |
| 5     | Куба     | 0      | 1       | 0      | 1     |
| 5     | Польша   | 0      | 1       | 0      | 1     |
| 5     | Румыния  | 0      | 1       | 0      | 1     |
| 9     | Болгария | 0      | 0       | 1      | 1     |
| 9     | ГДР      | 0      | 0       | 1      | 1     |
| Всего | Всего    | 8      | 8       | 8      | 24    |

## Медалисты

### Мужчины
| Дисциплина                  | Золото                                                                                             | Серебро                                                                                      | Бронза                                                                                                  |
| --------------------------- | -------------------------------------------------------------------------------------------------- | -------------------------------------------------------------------------------------------- | --- |
| Шпага Личное первенство     | Филипп Рибу                                                                                        | Миклош Бодоци                                                                                | Оливье Ленгле                                                                                           |
| Шпага Командное первенство  | ФРГ Александр Пуш Эльмар Боррман Фолькер Фишер Арнд Шмитт                                          | СССР · Александр Можаев · Сергей Кравчук · Андрей Шувалов · Михаил Тишко                     | Италия · Сандро Куомо · Стефано Беллоне · Анджело Маццони · Маурицио Рандаццо                           |
| Рапира Личное первенство    | Андреа Борелла                                                                                     | Тулио Диас                                                                                   | Мауро Нума                                                                                              |
| Рапира Командное первенство | Италия · Андреа Борелла · Андреа Сипресса · Мауро Нума · Федерико Черви · Анджело Скури            | ФРГ Маттиас Бер Харальд Хайн Торстен Вайднер Ульрих Шрек                                     | ГДР · Йенс Хове · Инго Вайсенборн · Удо Вагнер · Адриан Германус · Арис Энкельман                       |
| Сабля Личное первенство     | Сергей Миндиргасов                                                                                 | Имре Буйдошо                                                                                 | Жан-Франсуа Ламур                                                                                       |
| Сабля Командное первенство  | СССР · Андрей Альшан · Георгий Погосов · Виктор Кровопусков · Сергей Миндиргасов · Сергей Коряжкин | Польша · Януш Олех · Роберт Косельняковски · Анджей Костжева · Ярослав Конюш · Тадеуш Пигула | Болгария · Христо Этропольски · Васил Этропольски · Георгий Чомаков · Марин Иванов · Николай Маринчешки |

### Женщины
| Дисциплина                  | Золото                                                                                            | Серебро | Бронза                                                                         |
| --------------------------- | ------------------------------------------------------------------------------------------------- | --- | ------------------------------------------------------------------------------ |
| Рапира Личное первенство    | Аня Фихтель                                                                                       | Сабина Бау                                                                                                  | Ольга Вощакина                                                                 |
| Рапира Командное первенство | СССР · Ольга Величко · Валентина Сидорова · Марина Соболева · Ольга Вощакина · Татьяна Чернявская | Италия · Маргерита Дзалаффи · Аннапиа Гандольфи · Джованна Триллини · Лючия Траверса · Франческа Бортолоцци | ФРГ Сабина Бау Аня Фихтель Сабина Бишофф Кристиане Вебер Цита-Эва Функенхаузер |